# Banksi
Banksi (engl. Banksy) je svetski poznat bristolski street art i grafiti umetnik, čiji je umetnički rad često povezan sa politikom i sadrži dozu (ponekad crnog) humora. 
Njegova umetnost, koja kombinuje grafite sa tehnikom stencila, pojavljuje se najčešće u Londonu i drugim gradovima sveta.

## Rad
Banksi je počeo kao crtač grafita slobodnom rukom, a onda je otkrio umetnost stencilovanja i brzo postao primećen.
Banksijevi stencili su često specifični i sadrže različite slike ponekad kombinovane sa sloganima. Poruka je obično antiratna, antikapitalistička, antiestablišmentska ili slobodarska. Česte teme su životinje kao što su majmuni i pacovi (pogledaj levo), policajci, vojnici, deca i stariji ljudi. Banksi takođe pravi nalepnice (The Neighbourhood Watch subvert) i skulpture (The murdered phonebox).
Године 2003, godine u emisiji 'Turf War', održanoj u skladištu, crtao je na životinjama. Iako je RSPCA proglasio uslove odgovarajućim, aktivistkinja za zaštitu prava životinja zavezala se za šine u znak protesta.
Godine 2006. Banksi je održao izložbu pod imenom Barely Legalu Los Anđelesu. 

### Istaknuti umetnički podvizi
Banksi je napravio dosta umetničkih podviga, uključujući :
- U Londonskom Zoo−vrtu - popeo se u kavez sa pingvinima i nacrtao 'We're bored of fish' slovima visokim 2 metra.
- U Bristolskom Zoo−vrtu - ostavio je poruku 'Keeper smells - Boring Boring Boring' u kavezu sa slonovima.
- U martu 2005 - postavio je svoje radove u Muzej savremene umetnosti, Metropoliten Muzej umetnosti, Bruklinski Muzej, i Američki prirodnjački muzej u Njujorku.[3]
- Postavio je svoju sliku u Londonsku Tejt galeriju.
- U maju 2005. Banksijeva verzija primitivne pećinske slike koja prikazuje ljudsku figuru koja lovi dok gura kolica za kupovinu je pronađena kako visi u Britanskom muzeju. Posle otkrića, muzej je to delo dodao stalnoj postavci.[4]
- U junu 2006, Banksi je stencilovao golog čoveka kako visi iz spavaće sobe u centru Bristola, Engleska. Slika je izazvala malo kontroverzi, a bristolska opština je ostavila stanovnicima da odluče da li će stencil ostati ili ne.[5] Posle internet diskusije u kojoj je 97% (svi osim 6 ljudi) podržalo sliku, gradski odbor je odlučio da slika ostane na zgradi.[5]
- U avgustu/septembru 2006, Banksi je zamenio oko 500 kopija debi albuma Paris Hilton, u 48 različitih britanskih prodavnica ploča sa njegovim omotom i remiksima koje je uradio Danger Mouse. Pesmama su dati nazivi kao „Zbog čega sam poznata?", „Šta sam uradila?" i „Za šta ja služim?". Nekoliko CD-ova je kupljeno pre nego što su ih prodavnice povukle. Neki su kasnije prodati za 750£ na online aukcijama. Omot je prikazivao obrađene slike Paris Hilton na kojima je ona prikazana u toplesu. Ostale slike je prikazuju sa psećim glavama umesto njene.[6][7][8]

## Identitet
Iako je pokušao da prikrije svoj identitet, prema Gardijanu njegovo pravo ime je Robert Banks, rođen 1974; dok BBC kaže da se on zapravo zove Robin Banks.

## Literatura
- Banksy. Wall and Piece. Random House. Архивирано из оригинала 28. 9. 2006. г. Приступљено 19. 9. 2006.

## Spoljašnje veze
- Banksy's website
- Banksy.info - Banksy Fans Forum
- Banksy at Flickr!
- Banksy at Buzznet![мртва веза]
- Banksy on artofthestate - over 350 Banksy photos
- Article on Wall and Piece
- Galleries of Banksy's work: ekosystem.org, Banksy on artofthestate - over 350 photos!, ghostboy.co.uk, pbase.com search Архивирано на веб-сајту  (12. март 2007), Jon Marsh
- Video reportage of the 'Illusive Banksy'
- Art Attack from Wired
- An article on the artist from Liverpool's 'Nerve' magazine
- Perry Ferrell interviews Shepard Fairey on Banksy's Art
- Simon Hattenstone interviews Banksy
- Flickr photoset of Bansky's Paris Hilton CD shop drop prank
- A Google Map of Banksy locations
- Radio story about Banksy from U.S. public radio program 'Marketplace'
- Video of tagged live elephant from Banksy's Barely Legal Show in Los Angeles
- Guardian article, 17 Sept 2006, about Banksy

## Literatura
- Manco, Tristan. Stencil Graffiti. Thames & Hudson. ISBN 978-0-500-28342-4. Приступљено 19. 9. 2006.
- Banksy. Wall and Piece. Random House. Архивирано из оригинала 28. 9. 2006. г. Приступљено 19. 9. 2006.